# Varietat (matemàtiques)
|  | Per a altres significats, vegeu «Varietat». |

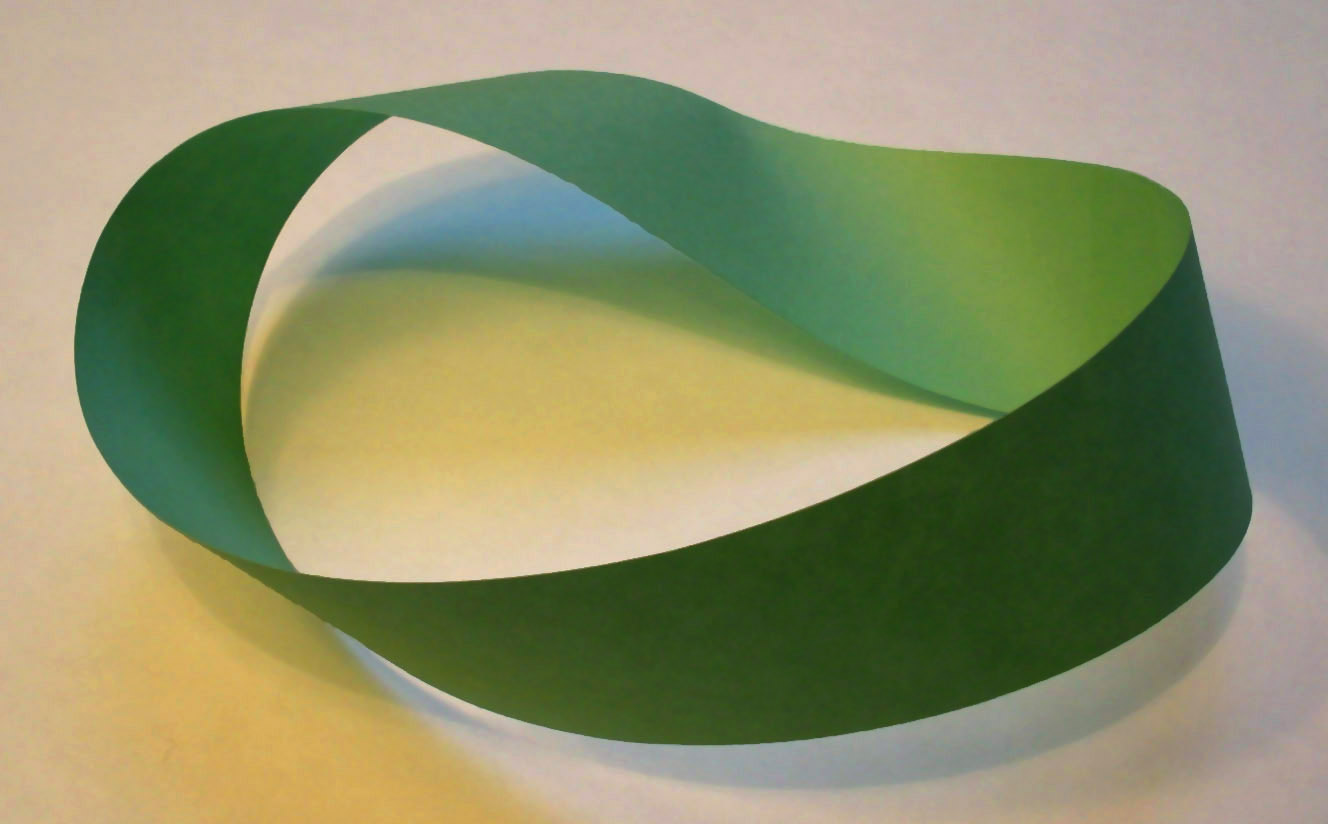
Realització d'una banda de Möbius, a partir d'una tira de paper. La banda té només una cara.

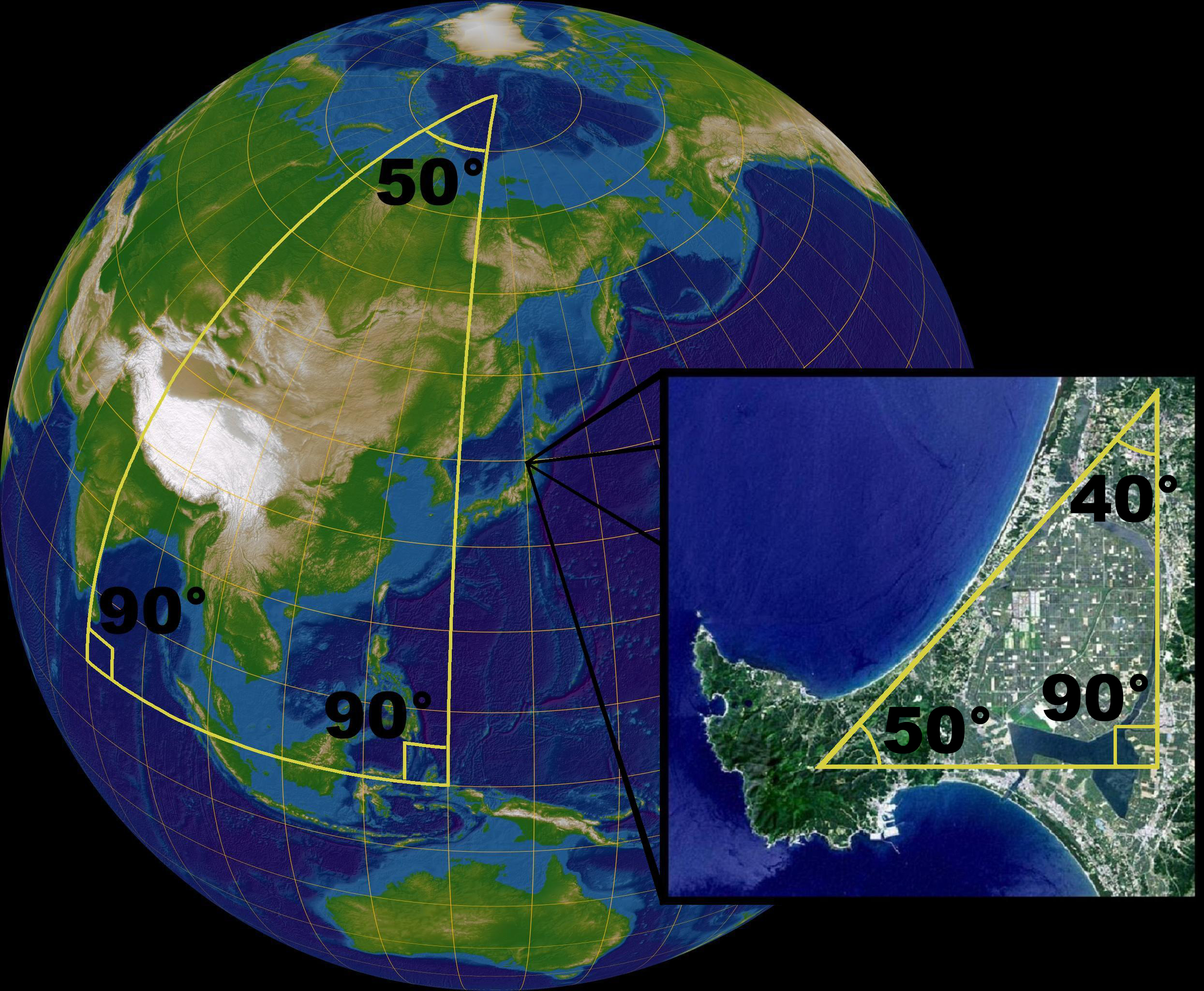
En una esfera, la suma dels angles d'un triangle no és igual a 180° (vegeu trigonometria esfèrica). Una esfera no és un espai euclidià, però localment les lleis de la geometria euclidiana són bones aproximacions. En un triangle petit en l'esfera de la terra, la suma dels angles és molt similar a 180°. Una esfera es pot representar per una col·lecció de mapes bidimensionals; per això una esfera és una varietat.

En matemàtiques, més específicament en topologia, una varietat és un espai topològic en el qual tots els punts tenen un veïnat que «s'assembla» (és a dir, és homeomorf) a l'espai euclidià. La dimensió d'una varietat és la dimensió de l'espai euclidià amb què es relaciona: si és amb una recta és unidimensional, amb un pla bidimensional, etc. Encara que una varietat s'assembla a l'espai euclidià localment, l'estructura global de la varietat pot ser molt més complicada. Per exemple, qualsevol punt en una superfície esfèrica té una regió petita que l'envolta que es pot assimilar a una regió del pla (com en un atles del món), tot i que l'esfera no es pot fer correspondre completament al pla: no és homeomorfa al pla.
Les varietats són importants en matemàtiques, principalment després que s'hi afegeixi una estructura addicional. Per exemple, les varietats diferenciables tenen definida un estructura diferenciable (amb la qual es pot reproduir el càlcul infinitesimal), mentre que les varietats riemannianes són varietats diferenciables que també tenen un producte escalar definit en el seu fibrat tangent (que permet calcular distàncies i angles, així com longituds de corbes), les varietats simplèctiques com per exemple l'espai de les fases en mecànica clàssica, o en quatre dimensions les varietats pseudoriemannianes emprades com a model de l'espaitemps en relativitat general.
També podríem definir una varietat com un espai topològic abstracte, construït en enganxar de manera apropiada espais més simples. De la mateixa manera que els nens es diverteixen construint amb paper tetraedres, cubs i altres poliedres, dibuixant la figura en un full, tallant-ne les vores, plegant i enganxant, els matemàtics obtenen un cercle unint els extrems d'un segment, i un cilindre o un con plegant una tira plana sobre ella mateixa. Un altre exemple clàssic és la banda de Möbius. També és possible afegir nanses a una esfera.
Entre les varietats més simples figuren les corbes i les superfícies del pla i de l'espai euclidià. Tot i que tradicionalment es defineixen a partir d'equacions, les superfícies (per exemple) també es poden definir, igual que els poliedres, enganxant «trossos de pla» segons unes «instruccions de muntatge». Aquesta és la manera general de definir les varietats.
És difícil dir qui va ser el primer que va estudiar les corbes i les superfícies. Gauss disposava de la notació de superfície abstracta, però la noció de varietat general en una dimensió qualsevol s'atribueix a Bernhard Riemann. Les varietats són el marc natural per a l'estudi de nombrosos problemes de matemàtiques i de física, ja que permeten treballar en un marc més ampli que el que proporcionen els espais vectorials. A vegades aquests s'anomenen espais plans en oposició als espais corbats que són les varietats.
Les varietats constitueixen a la vegada un marc i un subjecte d'estudi comú tant per matemàtics com a físics. Les varietats són bones eines de treball per a formalitzar la teoria de la relativitat general d'Einstein i són indispensables en la recerca de noves teories físiques, com la teoria de cordes, la teoria de membranes, ... També han esdevingut eines útils (fins i tot indispensables) en els recents treballs de mecànica clàssica.

## Exemples

### Circumferència

Figura 1: Els quatre plànols, cadascun fa correspondre part de la circumferència a un interval obert, i junts cobreixen la circumferència sencera.

Després d'una recta, la circumferència és l'exemple més simple d'una varietat topològica. La topologia ignora la curvatura, així una peça petita d'una circumferència és exactament igual a una peça petita d'una recta. Considereu, per exemple, la primera meitat de la circumferència de radi unitat, x² + y² = 1, on la coordenada y és positiva (indicada per l'arc groc a la Figura 1). Qualsevol punt d'aquesta semicircumferència es pot descriure de manera única per la seva coordenada x. Així, la projecció sobre la primera coordenada és contínua, i invertible, i fa correspondre el semicercle de dalt a l'interval obert (1,1):
{\displaystyle \chi _{\mathrm {dalt} }(x,y)=x.\,\!}
Aquestes funcions conjuntament amb les regions obertes que relacionen s'anomenen cartes. De manera similar, hi ha cartes per al fons (vermell), esquerra (blau), i dreta (verd) de la circumferència. Juntes, aquestes parts cobreixen la circumferència sencera i les quatre cartes formen un atles per al cercle.
La part superior i la de la dreta se superposen: la seva intersecció és en el quart del cercle on tant la coordenada x com la coordenada y són positives. Les dues cartes χdalt i χdreta fan correspondre aquesta part a l'interval (0,1). Així es pot construir una funció T de (0,1) en si mateix, fent servir primer l'invers de la primera carta per arribar al cercle i llavors la carta dreta per anar altra vegada a l'interval. Sia a un nombre qualsevol de l'interval (0,1), llavors:
{\displaystyle {\begin{aligned}T(a)&=\chi _{\mathrm {dreta} }\left(\chi _{\mathrm {dalt} }^{-1}(a)\right)\\&=\chi _{\mathrm {dreta} }\left(a,{\sqrt {1-a^{2}}}\right)\\&={\sqrt {1-a^{2}}}.\end{aligned}}}
D'aquest tipus de funció se'n diu una funció de transició.

Figura 2: Una varietat circular amb una carta basada en el pendent, ho cobreix tot excepte un punt de la circumferència.

Les cartes dalt, baix, dreta i esquerra mostren que aquesta circumferència és una varietat, però no formen l'únic atles possible. Les cartes no cal que siguin projeccions geomètriques, i el nombre de cartes fins a cert punt és una qüestió d'elecció. Per exemple les cartes
{\displaystyle \chi _{\mathrm {menys} }(x,y)=s={\frac {y}{1+x}}}
i
{\displaystyle \chi _{\mathrm {mes} }(x,y)=t={\frac {y}{1-x}}{}.}
Aquí s és el pendent de la línia que passa pel punt de coordenades (x,y) i el punt pivot fix (-1,0); t és la imatge especular, amb el punt pivot (+1,0). La funció inversa que des de s a (x,y) ve donada per
{\displaystyle {\begin{aligned}x&={\frac {1-s^{2}}{1+s^{2}}}\\y&={\frac {2s}{1+s^{2}}}.\end{aligned}}}
Es pot confirmar fàcilment que x²+y² = 1 per a tots els valors del pendent s. Aquestes dues cartes proporcionen un segon atles per la circumferència, amb
{\displaystyle t={\frac {1}{s}}.\,\!}
Cada carta omet un únic punt, ja sigui (-1,0) per a s o (+1,0) per a t, així no n'hi ha prou amb cap carta sola per cobrir la circumferència sencera. Es pot demostrar que no és possible cobrir la circumferència sencera amb només una única carta. Per exemple, encara que és possible construir un cercle a partir d'un únic interval de recta encavalcant i "enganxant" els extrems, això no produeix una carta; una porció de la circumferència es farà correspondre als dos extrems al mateix temps, perdent-se la invertibilitat.

### Altres corbes

Quatre varietats a partir de corbes algebraiques: ■ circumferències, ■ paràboles, ■ hipèrboles, ■ cúbica.

Les varietats no necessàriament han de ser connexes (tot "d'una peça"); un exemple és un parell de circumferències separades. No cal que siguin tancades; així un segment de recta sense els seus punts extrems és una varietat. I són no numerables; així una paràbola és una varietat. Combinant aquestes possibilitats, dos exemples més de varietats són: una hipèrbola (dues peces obertes, infinites) i el lloc geomètric de punts de la corba cúbica y² = x3−x (una peça formant un llaç tancat i una peça oberta infinita).
Tanmateix, s'exclouen de ser varietats exemples com dos cercles que es toquen en un únic punt per formar un figura de 8; perquè fins i tot amb la deformació que permet la topologia, en el punt compartit no es pot crear una carta satisfactòria. La proximitat del punt compartit s'assembla a un encreuament "+", i no una línia (un + no és homeomorf a un interval tancat (segment de recta), ja que suprimint el punt central del + dona un espai amb quatre components (és a dir peces) mentre que suprimint un punt d'un interval tancat dona un espai amb dues peces com a màxim; les operacions topològiques sempre conserven el nombre de peces).

### Cercle enriquit
Enriquint una varietat a base d'afegir-li altes estructures s'obtenen diferents tipus de varietats.
Des del punt de vista del càlcul infinitesimal, la funció de transició de la circumferència T (és a dir la funció que fa correspondre als punts del cercle els del segment) és simplement una funció entre intervals oberts, això dona significat a l'afirmació de què T és diferenciable. La funció de transició T és diferenciable a (0, 1); per això, amb aquest atles el cercle és una varietat diferenciable. També és contínuament derivable i analític perquè aquesta funció de transició també té aquestes propietats.
Altres propietats de la circumferència permeten satisfer els requisits de tipus més especialitzats de varietat. Per exemple, la circumferència permet la noció de distància entre dos punts: la llargada de l'arc entre els punts; per això és una varietat riemanniana.

## Història
L'estudi de les varietats combina moltes àrees importants de matemàtiques: generalitza conceptes com el de corba i superfície i els combina amb idees procedents de l'àlgebra lineal i la topologia.

### Desenvolupaments previs
Abans del concepte modern de varietat hi havia uns quants resultats importants.
La geometria no euclidiana estudia espais on falla el postulat de les paral·leles d'Euclides. Saccheri fou el primer en estudiar-la el 1733. Cent anys més tard, Lobachevsky, Bolyai, i Riemann la varen desenvolupar. La seva investigació descobria dos tipus d'espais, les estructures geomètriques dels quals difereixen de l'espai euclidià clàssic; aquests tipus donaren lloc a la geometria hiperbòlica i la geometria el·líptica. En la teoria moderna de varietats, aquestes idees corresponen a varietats riemannianes amb curvatura constant, negativa i positiva respectivament.
Carl Friedrich Gauß potser va estar el primer en considerar els espais abstractes com a objectes matemàtics per dret propi. El seu teorema egregi dona un mètode per calcular la curvatura d'una superfície sense fer referència a un espai de dimensió superior en el que està submergida. Tal superfície, en la terminologia moderna, seria anomenada una varietat; i en termes moderns, el teorema demostrava que la curvatura de la superfície és una propietat intrínseca. La teoria de varietats se centra exclusivament en aquestes propietats intrínseques (o invariants), mentre que en gran part ignora les propietats extrínseques fruit de què es pugui entendre la superfície com un objecte submergit en un espai de dimensió superior.
Un altre, l'exemple més topològic d'una propietat intrínseca d'una varietat és la seva característica d'Euler. Leonhard Euler va demostrar que per a un políedre convex en l'espai euclidià tridimensional amb V vèrtexs, A arestes, i C cares, 
V-A+C= 2.
La mateixa fórmula es compleix si es projecten els vèrtexs i les arestes del políedre en una esfera, creant un 'mapa' amb V vèrtexs, A arestes, i C cares, i de fet, romandrà cert per a qualsevol 'mapa' esfèric, fins i tot si no sorgeix de cap políedre. Així 2 és un invariant topològic de l'esfera, anomenat la seva característica d'Euler. D'altra banda, un torus es pot tallar obrir pels seus cercles 'paral·lel' i 'meridià', creant un 'mapa' amb V=1 vèrtex, A=2 arestes i C=1 cara. Així la característica d'Euler del torus és 1-2+1=0. La característica d'Euler d'altres superfícies és un invariant topològic útil, que es pot estendre a dimensions superiors emprant el nombre de Betti. A mitjans del segle xix, el teorema de Gauss-Bonnet va connectar la característica d'Euler amb la curvatura de Gauss.

### Síntesi
Les investigacions de Niels Henrik Abel i Carl Gustav Jacob Jacobi sobre inversió d'integrals el·líptiques en la primera part del segle xix els portaren a estudiar tipus especials de varietats complexes, ara conegudes com a Jacobianes. Bernhard Riemann contribuïa a la seva teoria, aclarint el significat geomètric del procés de extensió analítica de funcions de variables complexes, encara que aquestes idees eren foça avançades al seu temps.
Una altra font important de varietats en les matemàtiques del segle xix va ser la mecànica analítica, tal com la van desenvolupar Siméon Denis Poisson, Jacobi, i William Rowan Hamilton. Els estats possibles d'un sistema mecànic es veuen com a punts d'un espai abstracte, l'espai de fase en les formulacions lagrangiana i hamiltoniana de la mecànica clàssica. Aquest espai és, de fet, una varietat de dimensió superior, la seva dimensió correspon als graus de llibertat del sistema i els punts s'especifiquen per les seves coordenades generalitzades. Per a un moviment sense restriccions de partícules lliures la varietat és equivalent a l'espai euclidià, però les diverses lleis de conservació el restringeixen a formacions més complicades. La teoria d'un cos sòlid que gira, desenvolupada al segle xviii per Leonhard Euler i Joseph Lagrange, dona un exemple on la varietat és no trivial. Els aspectes geomètrics i topològics de la mecànica clàssica van ser emfasitzats per Henri Poincaré, un dels fundadors de la topologia.
Riemann va ser el primer de fer un treball extensiu que generalitza la idea d'una superfície a dimensions superiors. El nom català varietat ve del terme alemany original de Riemann, Mannigfaltigkeit (multiplicitat, varietat, diversitat) en anglès en diuen "manifolds" perquè William Kingdon Clifford va traduir "Mannigfaltigkeit" com "manifoldness". En la seva conferència inaugural de Göttingen, Riemann descrivia el conjunt de tots els valors possibles d'una variable amb certes restriccions com a "Mannigfaltigkeit", perquè la variable pot tenir una "varietat" de valors. Distingeix entre "stetige Mannigfaltigkeit" i "diskrete Mannigfaltigkeit" (varietat de valors continua i varietat de valors discontinua), depenent de si els valor canvien contínuament o no. Com a exemples continus, Riemann es refereix a no només a colors i les localitzacions d'objectes en espai, sinó també a les formes possibles de la figura en l'espai. Emprant la inducció matemàtica, Riemann construeix un n-fach ausgedehnte Mannigfaltigkeit (varietats esteses n vegades o varietats n-dimensionals) com una pila contínua de varietats (n - 1)-dimensionals. La idea intuïtiva de Riemann d'un "Mannigfaltigkeit" ha evolucionat en el que avui es coneix com a varietat. A les varietats riemannianes i a les superfícies de Riemann se'ls anomena així en honor de Bernhard Riemann.
Hermann Weyl va donar una definició intrínseca per a varietats diferenciables en el seu curs sobre superfícies de Riemann en 1911-1912, obrint el camí al concepte general d'espai topològic que es desenvoluparia en breu. Durant els anys 1930 Hassler Whitney i altres aclarien els aspectes fonamentals del tema, i així les intuïcions que es remuntaven a l'última meitat del segle xix esdevenien precises, i es desenvolupaven a través de la geometria diferencial i la teoria de grups de Lie.

### Topologia de varietats
Les varietats bidimensionals, també conegudes com a superfícies, van ser tractades per Riemann amb l'enfocament de superfícies de Riemann. Poul Heegaard i Max Dehn les van classificar rigorosament a començaments del segle xx. Henri Poincaré fou pioner en l'estudi de varietats tridimensionals i plantejava una qüestió fonamental sobre elles, que avui es coneix com la conjectura Poincaré. Després de gairebé un segle d'esforç de molts matemàtics, començant amb Poincaré mateix, el consens entre els experts (a partir de 2006) és que Grigori Perelman ha demostrat la conjectura Poincaré (vegeu solució de la conjectura Poincaré). El programa de geometrizació de Bill Thurston, formulat durant els anys 1970, proporcionava una ampliació de gran abast de la conjectura Poincaré a les varietats tridimensionals generals. Les varietats de dimensió quatre assolien el primer pla d'investigació matemàtica durant els anys 1980 per Michael Freedman i en una escena diferent, per Simon Donaldson, qui estava motivat pels progressos recents en física teòrica (teoria de gauge), on serveixen com a substitut de l'espaitemps 'pla' ordinari. Anteriorment, René Thom, John Milnor, Stephen Smale i Sergei Novikovhavien fet treballs importants en varietats de dimensió superior, incloent-hi analogies de la conjectura de Poincaré. Una de les tècniques més penetrants i flexibles subjacent a molt del treball sobre varietats topològiques és la teoria de Morse.

## Definició matemàtica
Informalment, una varietat és un espai que és "modelitzat en" un espai euclidià.
Hi ha moltes classes diferents de varietats i generalizations. En geometria i topologia, totes les varietats són varietats topològiques, possiblement amb estructura addicional, molt sovint una estructura diferenciable. En termes de varietats que es construeixen a base d'apedaçar, una varietat té una estructura addicional si les funcions de transició entre pedaços diferents satisfan axiomes que van més enllà que només els de continuïtat. Per exemple, les varietats diferenciables tenen homeomorfismes en veïnats difeomorfs que s'encavalquen, de manera que la varietat tingui un conjunt ben definit de funcions que són diferenciables en cada veïnat i, per tant, diferenciable en la varietat globalment.
Formalment, una varietat topològica és un espai de Hausdorff amb una base numerable que és localment homeomorf a l'espai euclidià.
Les condicions de tenir una base numerable i ser de Hausdorff són condicions de topologia general;
el fet d'exigir que tingui una base numerable exclou espais que són en algun sentit 'massa grans' com ara la recta d'Alexandroff, mentre que la condició de ser de Hausdorff exclou espais com ara "la recta amb dos orígens".
Localment homeomorf a l'espai euclidià vol dir que tots els punts tenen un veïnat homeomorf a una n-bola euclidiana oberta,
{\displaystyle \mathbf {B} ^{n}=\{(x_{1},x_{2},\dots ,x_{n})\in \mathbb {R} ^{n}\mid x_{1}^{2}+x_{2}^{2}+\cdots +x_{n}^{2}<1\}.}
Generalment es considera que les varietats tenen una dimensió fixa (l'espai ha de ser localment homeomorf a una n-bola amb n fix), i aquests espais s'anomenen n-varietats; tanmateix, alguns autors admeten varietats on els punts diferents poden tenir dimensions diferents. Si una varietat té una dimensió fixa, s'anomena una varietat pura. Per exemple, la superfície esfèrica té una dimensió constant de 2 i per això és una varietat pura, mentre que la unió disjunta d'una superfície esfèrica i una línia en l'espai tridimensional no és una varietat pura. Donat que la dimensió és un invariant local (és a dir la funció que assigna a cada punt la dimensió del seu entorn sobre el qual es defineix una carta, és localment constant), cada component connex té una dimensió fixa.
En teoria d'esquemes, una varietat és un espai localment anellat, el feix d'anells de la seva estructura és localment isomorf al feix de funcions contínues (o diferenciables, o analítiques complexes, etc.) en l'espai euclidià. Aquesta definició es fa servir principalment en estudiar varietats analítiques en geometria algebraica.

### Definició estesa
La definició habitual més àmplia de varietat és: un espai topològic localment homeomorf a un espai vectorial topològic sobre els reals. Això omet els axiomes de topologia general, permetent cardinalitats més altes i varietats no-Hausdorff; i omet dimensió finita, permetent estructures com varietats de Hilbert que han de ser modelades en espais de Hilbert, varietats de Banach modelades en espais Banach, i varietats de Fréchet modelades en espais de Fréchet. Normalment es relaxa una condició o l'altra: les varietats sense alguns dels axiomes de topologia general s'estudien en topologia general, mentre que les varietats de dimensió infinita s'estudien en l'anàlisi funcional.

## Cartes, atles, i funcions de transició
La Terra esfèrica es navega utilitzant mapes plans o cartes, recollides en un atles. De manera similar, una varietat diferenciable es pot descriure utilitzant funcions, anomenades cartes coordenades, recollides en un atles matemàtic. Generalment No és possible descriure una varietat només amb una carta, perquè l'estructura global de la varietat és diferent de l'estructura simple de les cartes. Per exemple, cap mapa pla únic pot representar pròpiament la Terra sencera. Quan una varietat es construeix a partir de múltiples cartes que s'encavalquen, les regions on s'encavalquen comporten informació essencial per a entendre l'estructura global.

### Cartes
Una funció de coordenades, una carta de coordenades, o simplement una carta, d'una varietat és una funció matemàtica invertible entre un subconjunt de la varietat i un espai simple tal que tant la funció com la seva inversa conserven l'estructura pel cas d'una varietat topològica, l'espai simple és algun espai euclidià Rn i l'interès se centra en l'estructura topològica. Aquesta estructura es conserva pels homeomorfismes: funcions invertibles que són contínues en les dues direccions.
En el cas d'una varietat diferenciable, un conjunt de cartes anomenats un atles permeten aplicar el càlcul infinitesimal a les varietats. Per exemple, les coordenades polars, formen una carta del pla R² traient l'eix d'abscisses positiu i l'origen. Un altre exemple d'una carta és la funció χdalt esmentada en la secció de més amunt que és una carta pel cercle.

### Atles
La descripció de la majoria de les varietats exigeix més d'una carta (una única carta és adequada només per les varietats més simples). S'anomena un atles a una col·lecció específica de cartes que cobreix una varietat. Un atles no és únic mentre donat que toes les varietats es poden cobrir de múltiples maneres fent servir diferents combinacions de cartes. Dos atles es diu que són Ck equivalents si la seva unió també és un atles Ck.
L'atles que conté totes les cartes possibles coherents amb un atles donat s'anomena l'atles màxim (és a dir una classe d'equivalència que conté l'atles donat sota la relació d'equivalència definida en el paràgraf previ). A diferència d'un atles ordinari, l'atles màxim d'una varietat donada és únic. Encara que és útil per a definicions, és un objecte abstracte i no es fa servir directament (per exemple en càlcul infinitesimal).

### Funcions de transició
Les cartes d'un atles es poden encavalcar i pot resultar que un únic punt d'una varietat es representi en unes quantes cartes al mateix temps. Si dues cartes s'encavalquen, hi ha parts seves que representen la mateixa regió de la varietat, tal com un mapa d'Europa i un mapa d'Àsia poden contenir Moscou tots dos. Donades dues cartes que s'encavalquen, es pot definir una funció de transició que va d'una bola oberta a Rn a la varietat i llavors retrocedeix a un altre (o potser la mateixa) bola oberta a Rn. La funció que en resulta, com la funció T en l'exemple de la circumferència de més amunt, s'anomena un canvi de coordenades, una transformació de coordenades, una funció de transició, o un mapa de transició.

### Estructura addicional
Un atles també es pot fer servir per definir estructura addicional en la varietat. L'estructura es defineix primer a cada carta separadament. Si tots els mapes de transició són compatibles amb aquesta estructura, l'estructura es transfereix a la varietat.
Quest és la forma estàndard de definir les varietats diferenciables. Si les funcions de transició d'un atles d'una varietat topològica conserven l'estructura diferencial natural de Rn (és a dir, si són difeomorfismes), l'estructura diferencial es transfereix a la varietat i la converteix en una varietat diferenciable. Les varietats complexes es defineixen d'una manera anàloga exigint que les funcions de transició d'un atles siguin funcions holomorfes.
L'estructura en la varietat depèn de l'atles, però de vegades hi ha atles diferents que causen a la mateixa estructura. Tals atles s'anomenen compatibles.
Aquestes idees es fan precises en general amb l'ús de pseudogrups.

## Construcció
Una única varietat es pot construir de maneres diferents, cada una accentua un aspecte diferent de la varietat, així condueix a un punt de vista lleugerament diferent.

### Cartes

La carta fa correspondre la part de l'esfera amb coordenada z positiva a un disc.

Potser la manera més simple de construir una varietat és la que s'ha fet servir a l'exemple de dalt de la circumferència. Primer, s'identifica un subconjunt de R², i llavors es construeix un atles que cobreix aquest subconjunt. El concepte de varietat va créixer històricament des de construccions com aquesta. Aquí es presenta un altre exemple, aplicant aquest mètode a la construcció d'una superfície esfèrica:

#### Esfera amb cartes
Una superfície esfèrica es pot tractar gairebé de la mateixa manera que el cercle. En matemàtiques una superfície esfèrica es pot definir com un subconjunt de R3:
{\displaystyle S=\{(x,y,z)\in \mathbf {R} ^{3}|x^{2}+y^{2}+z^{2}=1\}.}
L'esfera és bidimensional, per tant cada carta farà correspondre part de l'esfera a un subconjunt obert de R². Agafant l'hemisferi del nord, que és la part amb coordenada de z positiva (pintada de vermell en la imatge de la dreta). La funció χ definida per
{\displaystyle \chi (x,y,z)=(x,y),}
fa correspondre l'hemisferi del nord al disc obert de radi unitat (si l'esfera és de radi unitat) projectant-ho en el pla (x, y). Una carta similar existeix per a l'hemisferi sud. Juntament amb dues cartes que projecten en el pla (x, z) i dues cartes en el pla (y, z), s'obté un atles de sis cartes que cobreix la superfície esfèrica sencera.
Això es pot generalitzar fàcilment a esferes de dimensió superior.

### Apedaçat
Una varietat es pot construir enganxant peces de forma coherent, convertint-les en cartes que s'encavalquen. Aquesta construcció és possible per qualsevol varietat i per això s'utilitza sovint com a caracterització, especialment per varietats diferenciable i varietats riemannianes. Se centra en un atles, com que els pedaços proporcionen cartes de manera natural, i com que no hi ha cap espai exterior implicat això condueix a una visió intrínseca de la varietat.
La varietat es construeix especificant un atles, el qual ve definit per les funcions de transició. per això un punt de la varietat és una classe d'equivalència dels punts que es corresponen els uns amb els altres per les funcions de transició. Cada carta fa correspondre les classes d'equivalència a punts d'un únic pedaç. Normalment hi ha demandes dures sobre la consistència de les funcions de transició. Per a varietats topològiques s'exigeix que siguin homeomorfismes; si també són difeomorfismes, la varietat que en resulta és una varietat diferenciable.
Això es pot il·lustrar amb la funció de transició t = ¹⁄s de la segona meitat de l'exemple de la circumferència. Es comença amb dues còpies de la línia. Es fa servir la coordenada s per a la primera còpia, i t per a la segona copia. Llavors, s'enganxen les dues còpies identificant el punt t de la segona còpia amb el punt ¹⁄s de la primera còpia (el punt t = 0 no s'identifica amb cap punt de la primera còpia). Això dona una circumferència.

#### Punt de vista intrínsec i extrínsec
La primera construcció i aquesta construcció són molt similars, però representen punts de vista bastant diferents. En la primera construcció, la varietat es veu com submergida en algun espai euclidià. Aquesta és la vista extrínseca. Quan una varietat es veu d'aquesta manera, és fàcil d'utilitzar la intuïció des d'espais euclidians per definir estructura addicional. Per exemple, en un espai euclidià és sempre clar si un vector és tangent o normal a una superfície en un punt donat.
La construcció d'apedaçament no necessita submergir, sinó que simplement veu la varietat com a espai topològic per si mateix. Aquest punt de vista abstracte s'anomena el punt de vista intrínsec. Això pot fer més dur imaginar-se què podria ser un vector tangent.

#### n-Esfera com a apedaçat
La hiperesfera (o n-esfera) Sn és una generalització de la idea de circumferència (1-esfera) i superfície esfèrica (2-esfera) a dimensions superiors. Una n-esfera Sn es pot construir enganxant dues còpies de Rn. La funció de transició entre elles es defineix com
{\displaystyle {\begin{array}{ccc}\mathbf {R} ^{n}\setminus \{0\}&\to &\mathbf {R} ^{n}\setminus \{0\}\\x&\mapsto &x/\|x\|^{2}.\\\end{array}}}
Aquesta funció és la seva pròpia inversa i, per tant, es pot fer servir en les dues direccions. Com que la funció de transició és una funció contínuament derivable, aquest atles defineix una varietat contínuament derivable. En el cas n = 1, l'exemple se simplifica a la circumferència que s'ha donat abans.

### Identificació de punts d'una varietat
És possible definir que punts diferents d'una varietat siguin el mateix. Això es pot visualitzar com enganxant aquests punts en un únic punt, formant un espai quocient. Tanmateix, no hi ha cap raó per esperar que quests espais quocient siguin varietats. Entre els espais quocient possibles que no necessàriament són varietats, es considera que els orbifolds i els CW-complexos tenen un comportament relativament bo. Un exemple d'un espai quocient d'una varietat que també és una varietat és l'espai projectiu real que s'identifica amb l'espai quocient de l'esfera corresponent.
Un mètode per identificar punts (enganxant-los) és amb una operació d'un grup per la dreta (o a per l'esquerra), que actua sobre la varietat. Dos punts s'identifiquen si un es transforma en l'altre en operar-lo amb algun element del grup. Si M és la varietat i G és el grup, l'espai quocient que en resulta es denota per M / G (or G \ M).
Entre les varietats que es poden construir identificant punts hi ha el tor i els espais projectius reals (començant amb un pla i una esfera, respectivament).

### Productes cartesians
El producte cartesià de varietats és també una varietat.
La dimensió de la varietat del producte és la suma de les dimensions dels seus factors. La seva topologia és la topologia producte, i un producte cartesià de cartes és una carta de la varietat de producte. Així, un atles de la varietat de producte es pot construir fent servir atles per als seus factors. Si aquests atles defineixen una estructura diferencial en els factors, l'atles corresponent defineix una estructura diferencial en la varietat producte. El mateix és cert per a qualsevol altra estructura definida en els factors. Si un dels factors té un límit, la varietat de producte també té un límit. Els productes cartesians es poden fer servir per construir tors i cilindres finits, per exemple, com S¹ × S¹ i S¹ × [0, 1], respectivament.

Un cilindre finit és una varietat amb frontera.

### Varietat amb frontera
Una varietat amb frontera és una varietat amb un cantó. Per exemple un full amb cantonades arrodonides és una 2-varietat amb un frontera unidimensional. La frontera d'una n-varietat és una (n-1)-varietat. Un cercle (circumferència més l'interior) és una 2-varietat amb frontera. La seva frontera és una circumferència, una 1-varietat. Una bola (esfera que inclou l'interior) és una 3-varietat amb frontera. La seva frontera és una superfície esfèrica, una 2-varietat. (Vegeu també frontera (topologia)).
En el llenguatge tècnic, una varietat amb frontera és un espai que conté tant punts interiors com punts de la frontera. Tots els punts interiors tenen un entorn homeomorf a la n-bola oberta {(x1, x₂, …, xn) | Σ xi² < 1}. Tots els punts de la frontera tenen un entorn homeomorf a la "mitja" n-bola de {(x1, x₂, …, xn) | Σ xi² < 1 and x1 ≥ 0}. L'homeomorfisme ha d'assignar als punts de la frontera un punt amb x1 = 0.

### Enganxant al llarg de les fronteres
Dues varietats amb fronteres es poden enganxar al llarg d'una frontera. Si això es fa de la manera correcta, el resultat també és una varietat. de forma similar, es poden enganxar dues fronteres d'una única varietat.
Formalment, l'enganxar es defineix per una bijecció entre les dues fronteres. Dos punts s'identifiquen quan es corresponen entre ells. Per a una varietat topològica aquesta bijecció hauria de ser un homeomorfisme, altrament el resultat no serà una varietat topològica. De forma similar per a una varietat diferenciable que això ha de ser un difeomorfisme. Per a altres varietats s'haurien de conservar altres estructures.
Un cilindre finit es pot construir com a varietat començant amb una cinta [0, 1] × [0, 1] i enganxant un parell de costats oposats de la frontera amb un difeomorfisme adequat. Un pla projectiu es pot obtenir enganxant una esfera amb un forat a una cinta de Möbius al llarg de les seves fronteres circulars respectives.

### Construcció per equacions implícites

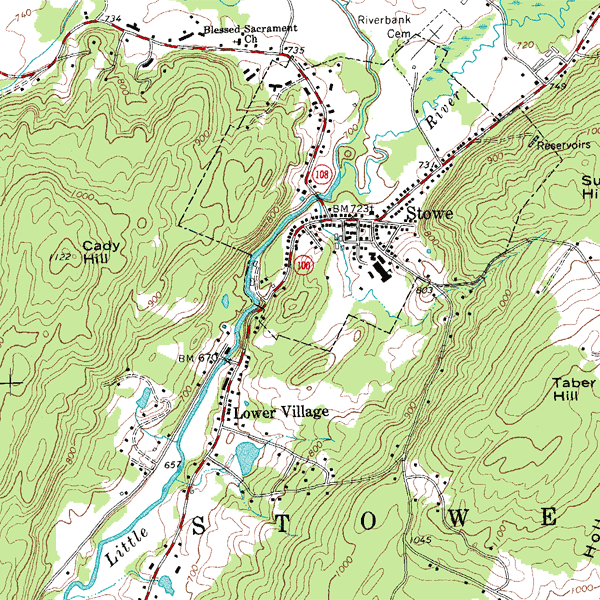
Exemple d'una carta topogràfica.

Una altra forma clàssica de definició de les varietats és donant una equació, o un sistema d'equacions. Un dels exemples més senzills és el de la circumferència de radi unitat, corba del pla definida per l'equació {\displaystyle x^{2}+y^{2}=1}. La mateixa equació en l'espai de tres dimensions defineix una superfície de revolució, és a dir el cilindre. De forma més general, en l'espai {\displaystyle \mathbb {R} ^{n}\,}, donant una equació de la forma {\displaystyle F(x_{1},...x_{n})=0}, i sota certes condicions sobre la funció F (vector gradient mai nul), s'obté una varietat de dimensió n-1, o hipersuperfície. Aquest conjunt de valors es diu un conjunt de nivell. Els geògrafs tenen el costum de manipular-los cartogràficament en una regió muntanyosa: sobre els mapes cartogràfics, les corbes de nivell es tracen indicant punts d'igual altitud. Les cartes obtingudes s'anomenen mapes topogràfics.
En àlgebra lineal, es defineix un subespai vectorial de codimensió p amb l'ajuda de p formes lineals. Aquestes formes lineals formen una família del dual linealment independent, i el subespai és el lloc geomètric dels punts d'anul·lació d'aquestes p formes. Igualment es pot considerar un sistema (no lineal en general) de p equacions amb n incògnites. La situació local revesteix llavors una analogia forta amb la resolució d'un sistema d'equacions lineals. Sota hipòtesis adequades (és a dir, la independència lineal dels vectors gradients), el conjunt de les solucions del sistema forma una varietat de dimensió n-p. L'eina base per estudiar aquestes qüestions és el teorema de la funció implícita, amb els seus corol·laris associats.
Si la condició donada és local, vol dir que la verificació de què un conjunt és una subvarietat és local. De fet, el discurs es generalitza al món de les varietats. Sota hipòtesis adequades, un conjunt de funcions sobre una varietat permeten definir-ne subvarietats. Aquesta tècnica es fa servir habitualment en la pràctica.
Per acabar, aquest mode de definició és el mode de definició general per a les varietats algebraiques.

## Varietats amb estructura addicional

### Varietats topològiques
La classe més simple de varietat a definir és la varietat topològica, que s'assembla localment a algun espai euclidià "ordinari" Rn. Formalment, una varietat topològica és un espai topològic localment homeomorf a un espai euclidià. Això significa que tots els punts tenen un entorn per al qual existeixen un homeomorfisme (una funció contínua bijectiva la inversa de la qual també és contínua) que fa correspondre aquell entorn a Rn. Aquests homeomorfismes són les cartes de la varietat.
Cal observar que una varietat topològica s'assembla localment a un espai d'euclidià en un sentit bastant feble: mentre que per a cada carta individual és possible distingir funcions diferenciables o mesurar distàncies i angles, només pel fet de ser una varietat topològica un espai no té cap elecció particular i coherent de tals conceptes. Per parlar d'aquestes propietats en una varietat, es necessita especificar més estructura i plantejar #varietats diferenciables i #varietats riemannianes de les quals es parla més avall. En particular, una mateixa varietat topològica subjacent pot tenir unes quantes classes mútuament incompatibles de funcions diferenciables i un nombre infinit de maneres d'especificar distàncies i angles.
Les suposicions tècniques addicionals en l'espai topològic normalment es fan excloure casos patològics. És normal exigir que l'espai sigui un espai de Hausdorff i que tingui una base numerable.
La dimensió de la varietat en un cert punt és la dimensió de l'espai euclidià que li fan correspondre a aquest punt les cartes (nombre n en la definició). Tots els punts d'una varietat connexa tenen la mateixa dimensió. Alguns autors exigeixen que totes les cartes d'una varietat topològica facin correspondre a espais euclidians de la mateixa dimensió. En aquest cas cada varietat topològica té un invariant topològic, la seva dimensió. Altres autors permeten que s'anomenin varietats a unions disjuntes de varietats topològiques amb dimensions que difereixen.

### Varietats diferenciables
Per la majoria d'aplicacions es fa servir una classe especial de varietat topològica: una varietat diferenciable. Si, en un cert sentit, les cartes locals en una varietat són compatibles, es poden definir direccions, espais tangents, i funcions diferenciables en la varietat. En particular és possible aplicar el càlcul infinitesimal en una varietat diferenciable. Cada punt d'una varietat diferenciable n-dimensional té un espai tangent. Això és, un espai euclidià n-dimensional que consta dels vectors tangents a les corbes que passen pel punt.
Dues classes importants de varietats diferenciables són les varietats contínuament derivables i les varietats analítiques. Per a les varietats contínuament derivables, les funcions de transició han de ser contínuament derivables. Les varietats analítiques són varietats contínuament derivables amb la condició addicional que les funcions de transició siguin analítiques (es poden expressar com a sèrie de potències, que són essencialment polinomis de grau infinit). A la superfície esfèrica se li pot donar estructura analítica, tal com es pot fer amb la majoria de les corbes i superfícies habituals.
Un conjunt rectificable generalitza a dimensions superiors la idea d'una corba derivable a bocins o corba rectificable; tanmateix, els conjunts rectificables no són, en general, varietats.

### Varietats riemannianes
Per mesurar distàncies i angles en varietats, la varietat ha de ser riemaniana. Una varietat riemanniana és una varietat diferenciable en la qual cada espai tangent està equipat amb un producte escalar 〈⋅,⋅〉 definit de manera que varia suaument de punt a punt. Donats dos vectors tangents u i v, el producte escalar que 〈u,v〉 dona un nombre real. El producte escalar habitual en espais euclidians és un exemple típic d'un producte escalar però n'hi ha d'altres com el producte escalar hermitià. Això permet definir diversos conceptes com la longitud, els angles, àrees, volums, curvatura, gradients de funcions i divergència de camps vectorials.
Tota varietat diferenciable es pot dotar d'una estructura de varietat riemanniana. L'espai euclidià mateix comporta una estructura natural de varietat riemanniana (els espais tangents s'identifiquen de manera natural amb l'espai euclidià mateix i comporten el producte escalar real estàndard de l'espai). Moltes corbes i superfícies habituals, incloent-hi per exemple totes les n-esferes, s'especifiquen com subespais d'un espai euclidià i hereten una mètrica pel fet d'estar-hi submergides.

### Varietats de Finsler
Una varietat de Finsler permet la definició de distància, però no d'angle; és una varietat analítica en la qual cada espai tangent esta dotat d'una norma, ||·||, de tal manera que varia suaument d'un punt a l'altre. Aquesta norma es pot estendre a una mètrica, definint la llargada d'una corba; però, en general, no es pot fer servir per definir un producte interior.
Qualsevol varietat riemanniana és una varietat de Finsler.

### Grups de Lie
Els grups de Lie, anomenats així en honor de Sophus Lie, són varietats diferenciables que comporten també l'estructura d'un grup que és tal que les operacions de grup es estan definides per funcions contínuament derivables.
Un espai vectorial euclidià amb l'operació de grup d'addició vectorial és un exemple d'un Grup de Lie no compacte. Un exemple simple d'un Grup de Lie compacte és la circumferència: l'operació de grup és simplement la rotació. Aquest grup, conegut com a U(1), també es pot caracteritzar com el grup dels nombres complexos de mòdul 1 amb la multiplicació com l'operació de grup. Altres exemples de Grups de Lie inclouen grups especials de matrius, que són tots els subgrups del grup lineal general, el grup de matrius de n per n amb determinant diferent de zero. Si els coeficients de la matriu són nombres reals, aquesta serà una varietat no connexa de dimensió n². Els grups ortogonals, els grups de simetria de l'esfera i les hiperesferes, són varietats de dimensió n(n-1)/2, on n-1 és la dimensió de l'esfera. Els altres exemples es poden trobar a la taula de Grups de Lie.

### Altres tipus de varietats
- Una varietat complexa és una varietat modelada sobre Cn amb funcions de transició holomòrfiques sobre superposicions de carta. Aquestes varietats són els objectes bàsics d'estudi en la geometria complexa. Una varietat unidimensional complexa s'anomena una superfície de Riemann. Fixeu-vos que una varietat complexa n-dimensional té dimensió 2n  com a varietat diferenciable real.
- Una varietat CR és un varietat modelada sobre fronteres de dominis de Cn.
- Varietats de dimensió infinita: per permetre dimensions infinites, es poden considerar varietats de Banach que són localment homeomorfiques a espais Banach. De manera similar, les varietats de Fréchet són localment homeomorfiques a espais de Fréchet.
- Una varietat simplèctica és una classe de varietat que es fa servir per representar els espais de fase en mecànica clàssica. Se'ls dota d'una 2-forma que defineix el claudàtor de Poisson. Un tipus de varietat estretament relacionat és una varietat de contacte.

## Classificació i invariants

Un tor i una tassa són superfícies orientables que tenen el mateix gènere. Són difeomòrfiques

Les diferents nocions de varietats tenen nocions diferents de classificació i d'invariants; aquesta secció se centra en varietats tancades contínuament derivables.
La classificació de varietats tancades contínuament derivables està ben entesa en principi, excepte en dimensió 4: en dimensions baixes (2 i 3) és geomètric, via el teorema d'uniformització de Riemann i la Solució de la conjectura Poincaré, i en dimensió alta (5 i més) és algebraic, mitjançant teoria de sorgit. Això és en principi una classificació: la qüestió general de si dues varietats contínuament derivables són difeomorfiques, general no és computable. A més, els càlculs específics romanen difícils, i hi ha moltes preguntes obertes.
Les superfícies orientables es poden visualitzar, i enumerar per gènere les seves classes de difeomorfismes. Donades dues superfícies orientables, es pot determinar si són difeomorfiques calculant els seus gèneres respectius i comparant: són difeomorfiques si i només si els gèneres són iguals, així el gènere forma un conjunt complet d'invariants.
Això és molt més dur en dimensions superiors: les varietats de dimensió superior no es poden visualitzar directament (tanmateix la intuïció visual és útil per entendre-les), ni les seves classes de difeomorfismes es poden enumerar, ni un en general es pot determinar si dues descripcions diferents d'una varietat de dimensió superior es refereixen al mateix objecte.
Tanmateix, es pot determinar si dues varietats són diferents si hi ha alguna característica intrínseca que les diferencia. Normalment es fa referència a un criteri d'aquest tipus com invariant, perquè, mentre que es poden definir en termes d'alguna presentació (com el gènere en termes d'una triangulació), donen el mateix respecte a totes les descripcions possibles d'una varietat particular: són invariants, no varien en variar la descripció.
Ingènuament, es podria esperar desenvolupar un arsenal de criteris invariants que classifiquessin de manera definitiva totes les varietats fins a l'isomorfisme. Desafortunadament, se sap que per a varietats de la dimensió 4 i més, no existeixi cap programa que pugui decidir si dues varietats són difeomorfiques.
Les varietats contínuament diferenciables tenen un conjunt ric d'invariants, procedents de la topologia del conjunt de punts, la topologia algebraica clàssica, i la topologia geomètrica. Els invariants més familiars, que són visibles pel cas de superfícies, són orientabilitat (un invariant normal, també detectat per homologia) i gènere (matemàtiques) (un invariant homologic).
Les varietats tancades contínuament diferenciables no tenen cap invariant local (tret de la dimensió), encara que les varietats geomètriques tenen invariants locals, és de destacar la curvatura d'una varietat riemanniana i la torsió d'una varietat dotada d'una connexió afí. Aquesta distinció entre invariants no locals i invariants locals no és una manera habitual de distingir entre geometria i topologia. Tots els invariants d'una varietat tancada contínuament diferenciable són, per tant, globals.
La topologia algebraica és una font d'un cert nombre de propietats invariants globals importants. Alguns criteris clau inclouen la propietat ser simplement connexa i l'orientabilitat (vegeu més avall). En efecte unes quantes branques de les matemàtiques, com la teoria de la homologia i homotopia, i la teoria de classes característiques es van crear per estudiar propietats invariants de les varietats.

## Exemples de superfícies

### Orientabilitat
En dimensions dos i més, un criteri invariant simple però important és la qüestió de si una varietat admet una orientació consistent. Suposeu una varietat topològica amb cartes a Rn. Donada una base ordenada de Rn, una carta provoca que la peça de la varietat a la que fa correspondre Rn adquireixi un sentit d'ordenació, que en 3 dimensions es pot veure com dretà o com esquerrà. No s'exigeix que les cartes que s'encavalquen coincideixin en el sentit d'ordenació, el que dona a les varietats una llibertat considerable. Per a algunes varietats, com l'esfera, les cartes es poden escollir de manera que les regions d'encavalcament coincideixin en la seva orientació; aquestes són les varietats orientables. Per a altres varietats, això és impossible. L'última possibilitat és fàcil de passar per alt, perquè qualsevol superfície tancada submergida (sense autointersecció) en l'espai tridimensional és orientable.
Alguns exemples il·lustratius de varietats no-orientables: (1) la cinta de Möbius, que és una varietat amb frontera, (2) l'ampolla de Klein, que s'ha d'encreuar a si mateixa en l'espai tridimensional, i (3) el pla projectiu real, que apareix de manera natural en geometria.

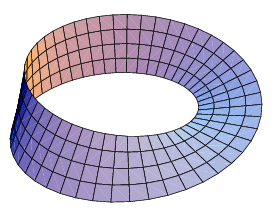
Cinta de Möbius

#### Cinta de Möbius
Es comença amb un cilindre circular infinit vertical, una varietat sense límit. Es Talla per dalt i per baix per produir dos límits circulars, i la banda cilíndrica entre ells. Això és una varietat orientable amb límit, en el qual es realitzarà el "sorgit". Es talla la banda, de manera que es pogués desenrotllar per convertir-la en un rectangle, però es manté agafats els extrems de tall. Es torça un extrem 180°, fent que la superfície interior miri cap a fora, i s'enganxen els extrems altre cop junts sense costura. Això ocasiona una banda amb un mig gir permanent: la banda de Möbius. El seu límit ja no és un parell de circumferències, sinó (topològicament) una única circumferència; i com què el seu "dins de" s'ha fusionat amb seu "a fora de", de manera que ara només té un únic costat.

#### Ampolla de Klein

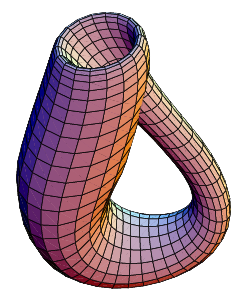
L'ampolla Klein submergida en l'espai tridimensional.

S'agafen dues bandes de Möbius; cada una té un únic bucle com a frontera. S'estiren els bucles fent-los coincidir amb circumferències, i es deixa que les bandes es distorsionin formant capes encreuades. S'enganxen les circumferències produint una varietat nova, tancada i sense límit, l'ampolla Klein. Tancant la superfície no fa res per millorar la manca d'orientabilitat, només treu el límit. Així, l'ampolla de Klein és una superfície tancada sense distinció entre dins i fora. Fixeu-vos que a l'espai tridimensional, la superfície d'una ampolla de Klein ha de passar a través de si mateixa. Per Construir una ampolla de Klein que no estigui autoencreuant-se calen quatre o més dimensions de l'espai.

#### Pla projectiu real
Es comença amb una superfície esfèrica centrada a l'origen. Totes les rectes que passen per l'origen travessen l'esfera en dos punts oposats anomenats antípodes. Encara que no hi ha cap manera de fer-ho físicament, matemàticament es pot considerar fusionat cada parell d'antípodes en un únic punt. La superfície tancada que s'obté és el pla projectiu real, una altra superfície no-orientable. Té un cert nombre de descripcions i construccions equivalents, però aquesta explica el seu nom: tots els punts en qualsevol recta donada a través de l'origen es projecten al mateix "punt" en aquest "pla".

### Gènere i característica d'Euler
Per a les varietats bidimensionals, una propietat invariable clau és el gènere, o el "nombre de nanses" que hi ha en una superfície. Un tor és una esfera amb una nansa, un tor doble és una esfera amb dues nanses, etcètera. En efecte és possible caracteritzar plenament les varietats compactes bidimensionals segons el gènere i l'orientabilitat. En les varietats de dimensió superior el gènere es reemplaça per la idea de característica d'Euler.

## Aplicacions de les varietats
Les aplicacions de les varietats en matemàtiques són nombroses. S'esmentaran només alguns exemples. Per començar, l'anàlisi real clàssic i l'anàlisi funcional han vist estendre's el seu terreny d'investigació de forma lògica dels espais vectorials topològics a les varietats. Igualment, els processos estocàstics, per exemple en el moviment brownià, s'estenen dels espais reals de dimensió finita a les varietats. Les varietats també apareixen de manera esporàdica en estadística. Encara més, hi ha conjunts interessants que tenen a la vegada una estructura algebraica i una estructura de varietat compatibles. Així el conjunt de les rotacions en un espai de 3 dimensions forma una 3-varietat i un grup. La teoria dels grups de Lie estudia aquestes varietats amb propietats algebraiques. La teoria dels espais homogenis estudia les seves accions transitives.

### L'espai de les configuracions d'un sistema físic
En física, l'estudi dels sistemes mecànics fa entrar en escena el conjunt de les posicions que el sistema, a priori, és susceptible d'adoptar, aquest conjunt s'anomena l'espai de les configuracions. Aquest espai posseeix sovint una estructura de varietat; tanmateix, pot ser que no tingui l'estructura més estricta de varietat diferencial: poden aparèixer singularitats. La dimensió d'aquesta varietat s'interpreta com el nombre de paràmetres físics independents que permeten descriure l'estat del sistema.
Així en el cas del pèndol doble en el pla, l'estat del sistema queda completament descrit per la dada de dos angles. Es podria caure en la temptació de dir que l'espai de les configuracions és {\displaystyle [0,2\pi ]\times [0,2\pi ]}. Però en realitat, l'estat descrit per la parella d'angles {\displaystyle (0,0)} és el mateix que el descrit per {\displaystyle (2\pi ,2\pi )}. Per tant, es tracta d'identificar els costats oposats del quadrat {\displaystyle [0,2\pi ]\times [0,2\pi ]} dos a dos. Així s'obté un tor. De forma equivalent, un angle es parametritza de manera bijectiva per un punt de la circumferència {\displaystyle \mathbb {S} ^{1}}, per tant una parella d'angles es parametritza de manera bijectiva per un punt de l'espai {\displaystyle \mathbb {S} ^{1}\times \mathbb {S} ^{1}}. Que també defineix el tor. El primer angle permet designar un punt sobre el cercle vermell, el segon un punt sobre el cercle rosa. El punt del tor designat pels dos angles s'obté a la intersecció de dos cercles de coordenades (en gris).
|  |  |

Llavors les lleis de la física s'interpreten com equacions diferencials escrites sobre la varietat, i es poden ser tractar en el marc de la mecànica lagrangiana. Una reformulació, que es presenta com un canvi de coordenades locals, desemboca en la mecànica hamiltoniana. Aquesta última fa servir com a base matemàtica les varietats simplèctiques, que modelitzen l'espai de fases.
L'espai de les fases no es resumeix en l'espai de les configuracions. La raó n'és que la dinàmica hamiltoniana fa intervenir derivades segones. Igual com en l'estudi de les equacions diferencials ordinàries d'ordre 2, s'afegeix la velocitat a la posició per obtenir equacions ordinàries d'ordre 1. Tanmateix aquí l'operació és més delicada i requereix una bona manipulació de les estructures implicades: fa servir la teoria dels fibrats vectorials.

### Varietats i física teòrica
La física teòrica contemporània fa servir abastament les varietats diferencials; per exemple :
- L'espaitemps de la relativitat general, que és un continu corbat de 4 dimensions (espai + temps), modelitzat per una varietat de quatre dimensions proveïda del que es diu una mètrica de Lorenz de signatura (-, +, +, +).
- Les teories de gauge (o de galga) en l'espaitemps, modelitzades, com en el cas anterior, per una varietat de Lorenz de quatre dimensions (no necessàriament corba), fan servir en les seves parts la noció enriquida d'espai fibrat diferencial. Es tracta també d'una varietat diferencial, però de dimensió més gran que la de l'espaitemps, que juga aquí el paper d'espai base del fibrat. Es considera més precisament un fibré principal, la fibra del qual s'identifica al grup d'estructura que és un grup de Lie que concreta la simetria («invariància de galga») de la teoria. Hi apareix un camp de galga A com una connexió d'Ehresmann, i la forma de Yang-Mills associada F = dA s'interpreta com la curvatura associada a aquesta connexió. (Aquestes eines es defineixen de forma més general en la teoria dels fibrats principals.) Així s'ha demostrat que són pertinents pel món real: 
  - La teoria de galga clàssica U(1), que s'identifica a la teoria electromagnètica de Maxwell. És una teoria abeliana.[14]
  - Després de la quantificació, dues de les teories de Yang-Mills constitueixen l'actual «model estàndard» de la física de partícules: 
    - El model electrofeble de Glashow, Salam i Weinberg està basat en el grup U(1) x SU(2) i descriu de manera unificada l'electromagnetisme i la interacció nuclear feble.
    - La Cromodinàmica quàntica està basada en el grup SU(3), i descriu la interacció nuclear forta entre els quarks i els gluons.

## Generalitzacions de varietats
- Orbifolds: Un orbifold és una generalització de varietat que permet que hi hagi certes classes de "singularitats" en la topologia. A grans trets, és un espai que localment s'assembla als quocients d'alguns espais senzills (per exemple l'espai euclidià) per les accions de grup de diversos grups finits. Les singularitats corresponen a punts fixos de les accions de grup, i les accions han de ser compatibles en cert sentit.

- Varietats algebraiques i esquemes: Les varietats algebraiques no singulars sobre els nombres reals o els complexos són varietats. Això es generalitza primer permetent singularitats, i en segon lloc permetent camps diferents, i en tercer lloc emulant la construcció d'apedaçament de varietats: igual com una varietat s'enganxa a partir de subconjunts oberts de l'espai euclidià, una varietat algebraica s'enganxa a partir de varietats algebraiques afins, que són conjunts de zeros de polinomis sobre camps algebraicament tancats. Els esquemes s'enganxen de la mateixa manera a partir d'esquemes afins, que són una generalització de les varietats algebraiques. Els dos estan relacionats amb les varietats, però es construeixen algebraicament fent servir feixos en comptes d'atles.

A causa dels punts singulars, una varietat algebraica en general no és una varietat diferenciable.
- CW-complexos: Un CW-complex és un espai topològic format enganxant discs de dimensionalitat diferent. En general l'espai que resulta és singular, i per això no és una varietat diferenciable. Tanmateix, són d'interès central en topologia algebraica, especialment en la teoria d'homotopia, donat que és fàcil d'operar amb elles i les singularitats no són un problema.